# 乔托海博尔
乔托海博尔（Choto Haibor），是印度阿萨姆邦Nagaon县的一个城镇。总人口5247（2001年）。

## 人口
该地2001年总人口5247人，其中男性2717人，女性2530人；0—6岁人口676人，其中男346人，女330人；识字率67.16%，其中男性为71.84%，女性为62.13%。